# Balas & Bolinhos
Balas & Bolinhos é um filme português de comédia de 2001, escrito e realizado por Luís Ismael.

## Elenco
- J. D. Duarte - "Kulatra"
- Luís Ismael - "Tone"
- Jorge Neto  - "Rato"
- João Pires  - "Bino"